# Les Brigands (film, 2015)
Pour les articles homonymes, voir Les Brigands (homonymie).
Pour plus de détails, voir Fiche technique et Distribution.
Les Brigands est un mélodrame luxo-germano-belge de Pol Cruchten et Frank Hoffmann, sorti en 2015.
Il s'agit de l'adaptation de la pièce Les Brigands de Schiller, créée en 1782.

## Fiche technique
- Titre : Les Brigands
- Scénario : Erick Malabry et Frank Hoffmann, d'après Friedrich Schiller

## Distribution
- Eric Caravaca : Karl
- Isild Le Besco : Amalia
- Maximilian Schell : Escher
- Robinson Stévenin : Franz
- Tchéky Karyo : le vieil homme